# Калпурния Хиспула
Калпурния Хиспула (на латински: Calpurnia Hispulla) e леля на Плиний Млади.

## Биография
Произлиза, както Плиний Млади, от Комум (днес Комо) и принадлежи към конническото съсловие (ordo equester). Вероятно е дъщеря на Калпурн Фабат.
След смъртта на брат ѝ и съпругата му тя се грижи за възпитанието на дъщеря му Калпурния, която става третата съпруга на Плиний Млади. Плиний познава Хиспула от детските си години. Хиспула получава от него две запазени писма (4, 19 и 8, 11), в които разказва за жена си, а в други четири писма я споменава и хвали за доброто възпитание, което е дала на съпругата му.